# Каихимэ
Каихимэ (яп. 甲斐姫; род. ок. 1572) — японская женщина-воин (онна-бугэйся) периода Сэнгоку. Она была дочерью Нариты Удзинаги и внучкой Акаи Тэруко, вассалов рода Го-Ходзё в регионе Канто. Каихимэ прославилась как героиня, оборонявшая вместе со своим отцом замок Оси от армии Тоётоми Хидэёси во время осады Одавары. После войны она стала одной из жён Хидэеси. Помимо храбрости Каихимэ прославилась и своей красотой. Согласно хронике клана Нарита, её называли «самой красивой женщиной в восточной Японии»（東国無双の美人).

## Биография

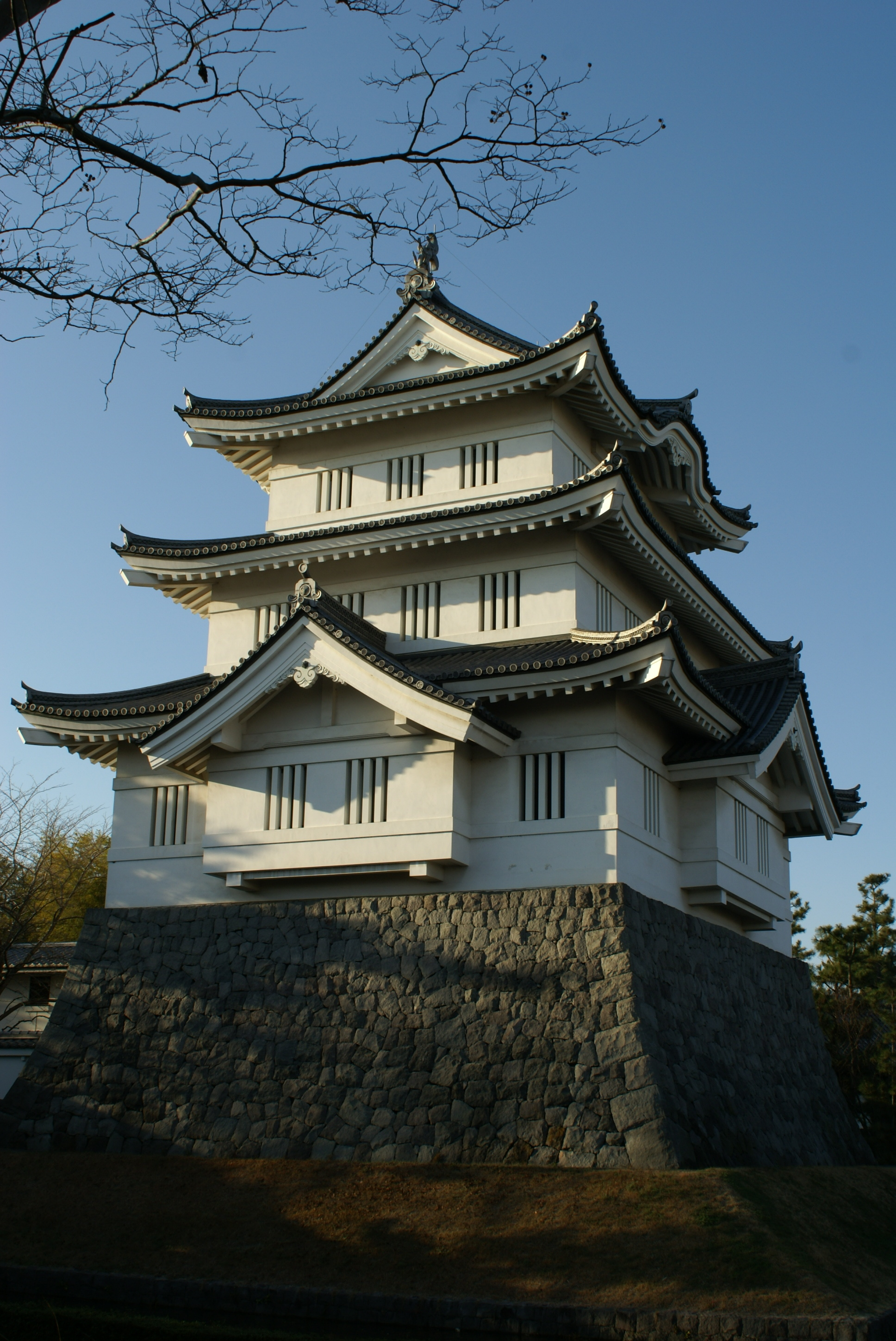
Замок Оси

В июне 1590 года Исида Мицунари во главе 20-тысячной армии осадил замок Оси. Он возвёл большую дамбу у него за неделю, после чего разместил свою ставку на вершине старой гробницы рядом с замком и приказал пустить воду в замок. В одно мгновение замок Оси наполнился водой, и находившимся внутри людям пришлось эвакуироваться на более высокое место. Рвы, расположенные вокруг замка, поглотили часть пущенной воды. Против них были использованы построенные людьми Тоётоми дамбы. Каихимэ прорвала дамбы возле замка, тем самым нанеся огромный урон армии Тоётоми. Из-за плохого планирования войска Мицунари сами в итоге пострадали от этой водной атаки .
Говорили, что Каихимэ вызвалась разгромить оставшиеся силы противника, облачившись в доспехи и отправившись верхом в бой с 200 мужчинами. Когда войска Исиды была усилены воинами Санады Масаюки, Санады Юкимуры и Асано Нагамасы, она, как говорили, убила в бою Мияге Такасигэ, вассала Санады, забрав его голову в качестве трофея. Её подвиги заметно подняли моральный дух армии Нариты и заставили Мицунари отступить, который сообщил о своей неудаче Хидэёси.
Мицунари подвергся осмеянию среди военачальников, и по сей день длинный пролив, где произошёл инцидент с Оси, известен как «Исида Цуцуми». Замок Оси оборонялся небольшим числом солдат и крестьян, пав только тогда, когда Ходзё Удзимаса потерпел поражение в Одаваре. Когда замок Одавара сдался, отец Каихимэ решил сделать то же самое в надежде положить конец войне.
Она и её отец были отданы на некоторое время под опеку Гамо Удзисато. Однажды, когда её отец был в отъезде, поднялось местное восстание во главе с Хамадой Сугэном и его младшим братом (согласно историческим записям инициаторами восстания на самом деле могли быть братья Удзинаги). В ходе бунта была убита свекровь Каихимэ. Только услышав об этих событиях, Каихимэ тут же взялась за подавление мятежа. Она убила зачинщика и двух её ближайших сторонников, эффективно подавив бунт. Хидэёси, прознав о её доблести, женился на ней. В результате её отец стал одним из доверенных генералов Хидэёси и был вознаграждён замком Карасуяма и 20 000 коку.
Много позже, ближе к концу летней осакской кампании, она бежала с наложницей Тоётоми Хидэёри (Ойва-но катой) и дочерью Хидэёри (Нахимэ). Согласно некоторым источникам Каихимэ лично защищала Нахимэ от сил Токугавы. Все три женщины стали монахинями в Токэй-дзи.